# No Promises (Cheat Codes)
No Promises è un singolo del gruppo musicale statunitense Cheat Codes, pubblicato il 31 marzo 2017.
Il singolo ha visto la collaborazione della cantante statunitense Demi Lovato.

## Descrizione
Ha debuttato nelle radio negli Stati Uniti l'11 aprile 2017. La canzone è stata scritta dai membri del gruppo, insieme a Demi Lovato, Ari Leff e Loote, che ha co-prodotto la canzone con il membro del gruppo Trevor Dahl e Leff, mentre Mitch Allan ha prodotto la sua voce. Il brano ha raggiunto la top 10 in Lettonia, Malesia e Polonia, la top 20 in Australia, Irlanda, Nuova Zelanda, Portogallo, Scozia e Regno Unito, e la top 30 in Danimarca, Ungheria e Serbia. Una versione acustica della canzone è inclusa nella versione deluxe del sesto album della Lovato, Tell Me You Love Me.

## Video musicale
Il video musicale, diretto dalla regista Hannah Lux Davis, è stato pubblicato il 16 maggio 2017 sul canale YouTube del gruppo.

## Classifiche

### Classifiche di fine anno
| Classifica (2017) | Posizione |
| ----------------- | --------- |
| Brasile           | 184       |